# Мечеть Акмесджид
Мече́ть Акмесджи́д (тур. Akmescid Camii) — мечеть у центрі міста Едірне, Туреччина, збудована Сінан-беєм у XVI столітті.
Мечеть, збудована Сінан-беєм, згодом отримала назву Мечеть Їлдирим Акмесджид (тур. Yıldırım Akmescid Camii). Мечеть з дерев'яним дахом та одним мінаретом була зруйнована під час російської окупації у 1877 році. Земельна ділянка мечеті рішенням Управління фондів від 15 вересня 1938 року за номером 60 була продана за 296 лір торговцю Ірфану Сагламу. Мечеть, від якої залишилися лише фундаменти, згодом була відбудована за підтримки місцевих жителів. Мінарет мечеті був збудований у 1960 році Османом Есеном з Люлебургаза. За підтримки місцевих жителів дворову територію мечеті було розширено, а також добудовано крите місце для обмивання та будівлю для курсів Корану. Згодом, рішенням Ради з охорони культурної та природної спадщини від 04.07.2003 за номером 9514, мечеть була зареєстрована як культурна спадщина, що підлягає охороні.